# IX. Piusz pápa

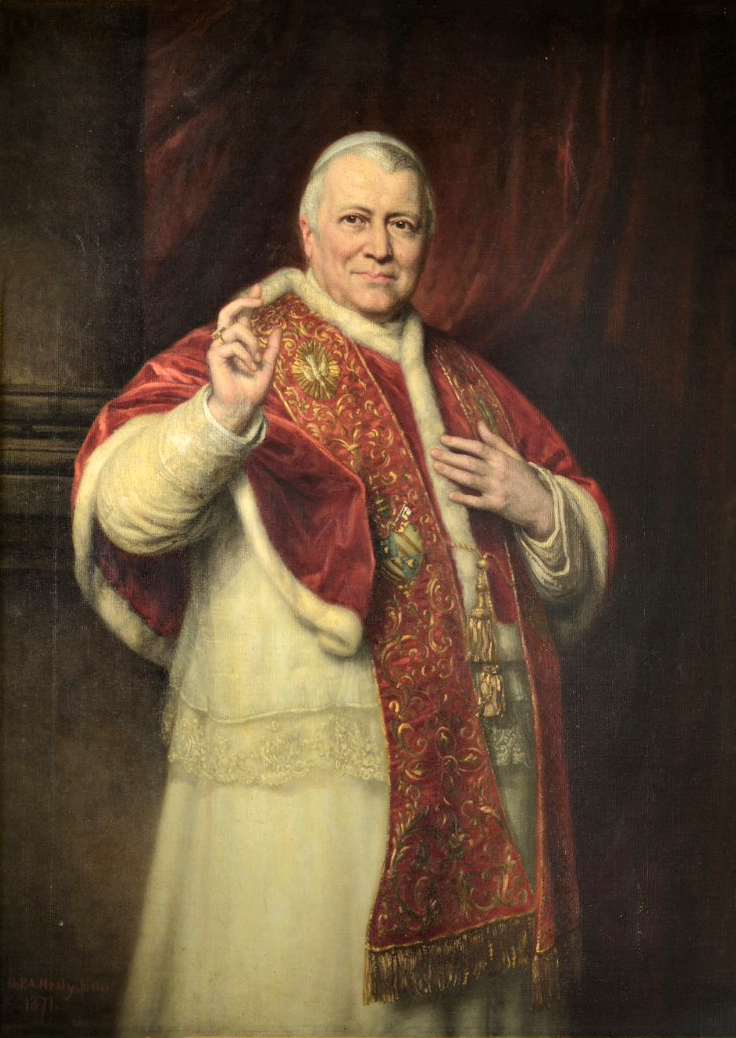
IX. Piusz pápa

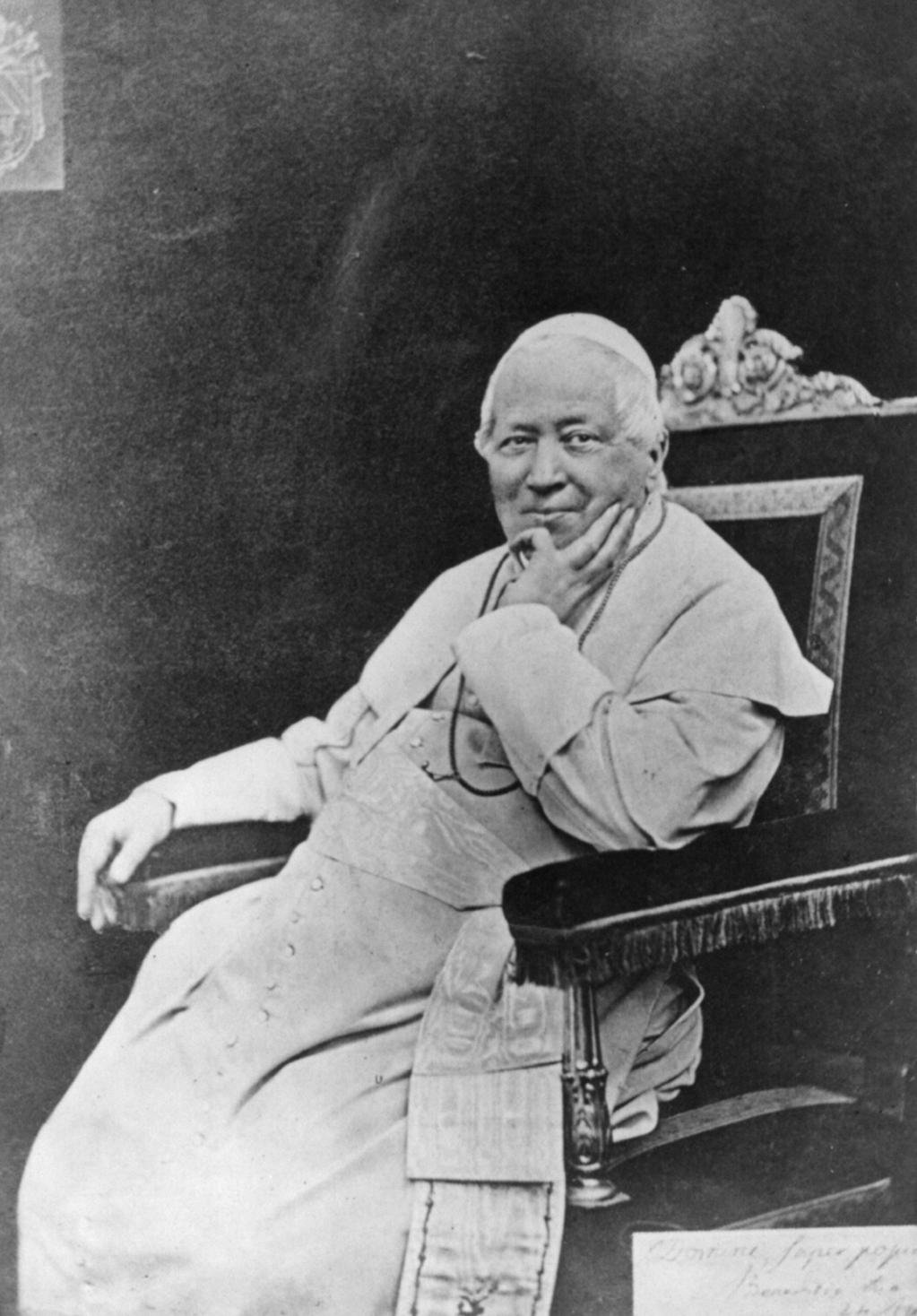
IX. Piusz pápa

Boldog IX. Piusz, születési nevén: Giovanni Maria Mastai-Ferretti (Sinigaglia, 1792. május 13. – Róma, 1878. február 7.) római pápa 1846-tól 1878-ig. A legtovább regnáló és az egyik legfiatalabban megválasztott egyházfő a pápaság történetében.
Nevezetes volt az 1868-as első vatikáni zsinat összehívásáról, és arról, hogy 1870-ben végleg elvesztette a Pápai Állam feletti uralmát az Olasz Királysággal szemben. Ezt követően nem volt hajlandó elhagyni a Vatikánvárost, és „a Vatikán foglyának” nyilvánította magát. 
1864-es Tévedések szilabusza enciklikájában határozottan elítélte a liberalizmust, a modernizmust, a szocializmust, a nacionalizmust, a racionalizmust, a szekularizációt, az egyház és az állam szétválasztását, a polgári házasságot, az erkölcsi relativizmust, valamint más felvilágosodási eszméket. Megerősítette a Szentszék és a Római Kúria központi hatalmát a világméretű katolikus egyház felett és 1870-ben kimondták a pápai tévedhetetlenség dogmáját.
II. János Pál pápa 2000-ben boldoggá avatta.

## Gyermek- és ifjúkora
Az Adriai-tenger partján fekszik Sinigaglia (ma: Senigallia), amely a 18. század végén tízezer lakost számlált és a pápai államhoz tartozott. A lombardiai eredetű Mastai család a 16. századtól lakott itt. A következő századtól ez a család piacenzai hercegének köszönhetően grófi címmel, majd anconai eredetű Ferretti családdal kötött házasság révén kettős névvel büszkélkedhetett. A francia forradalom és a napóleoni hadjáratok idején Geronimo Mastai-Ferretti a városka polgármestere volt. Caterina Solozzi grófnőt vette feleségül, akitől négy leánya és négy fia született. A legkisebb fiú Giovanni-Maria-Giovanni-Battista-Pietro-Pellegrino-Isidorio – jövendőbeli pápa – 1792. május 13-án született, akit szülei és testvérei később csak Giovanninak szólítottak. Az elemi ismeretekre édesanyja tanította, majd 1803-ban a messzi Volterra városba került, ahol a piaristák középiskolájában tanult.
1808-ban azonban betegsége miatt kénytelen volt hazatérni szülővárosába. 1810-től pedig Rómában lakott az egyik nagybátyjánál. Ott folytatta tanulmányait; filozófiát, matematikát, teológiát és jogot tanult. Fiatalkori epilepsziája ismét kiújult, majd ebből felgyógyulva VII. Piusz pápától kihallgatást kért, és kapott. A pápa buzdító szavai segítettek neki a végső döntésben, mert hazautazott és szüleinek bejelentette, hogy pap lesz.
Huszonkét évesen tért vissza Rómába, és a Tatagiovanni nevű árvaházban lakott. 1817-től – bár még csak papnövendék volt – az intézet igazgatóhelyettese lett. Egészsége teljesen rendbe jött és 1818. december 18-án szubdiakónussá, 1819. március 6-án diakónussá, 1819. április 10-én áldozópappá szentelték. Ezután a Santa Maria in Via Lata-templom káptalanjának kanonokja lett, ami rangjához illő egyházi állást jelentett. Ő azonban ezzel keveset törődött és folytatta nevelői-igazgatói tevékenységét 1823-ig. Ekkor az Apostoli Szentszék diplomáciai feladattal bízta meg: a Chilében szervezendő apostoli nunciaturán uditore lett. A viharokkal, kalóztámadásokkal tarkított, kalandos tengeri út 1824. január 5-én ért véget Buenos Aires kikötőjében, innen szárazföldön folytatták az utazást két hónapon át Chile fővárosába, Santiagóba. Az új köztársaság emberei bizalmatlanul, sőt rosszindulattal fogadták őket, s két hónapos huzavona után, visszavonultak Rómába. Ezután Giovanni az új pápától, XII. Leótól új kinevezést kapott. A San Michele a Ripa nevű szociális intézmény igazgatója lett, amely egyszerre árvaház, javítóintézet, férfi és női börtön és aggmenhelyként működött. A több száz fős intézményt a teljes káosz állapotában vette át az új igazgató s néhány hónap alatt rendet teremtett, az embereket érdekeltté téve a munka becsületes végzésében. Egy év és nyolc hónap elegendő volt arra, hogy Giovanni Mastai-Ferretti bizonyosságot tegyen kiváló szervezőkészségéről. Ekkor a pápa Spoleto (1827. május 21.) érsekévé nevezte ki.

## Pápasága: 1846–1878

### Forradalom a pápai államban
Amikor XVI. Gergely pápa 1846. június 1-jén elhunyt, a bíborosok többsége meg volt arról győződve, hogy az elhunyt pápa egyoldalú, konzervatív politikáját fel kell lazítani. Ezért mindjárt a konklávé második napján a liberális hírében álló Giovanni Mastai-Feretti bíborost választották meg pápának, aki a IX. Piusz nevet (1846–1878) vette föl. IX. Piusz korán kúriai szolgálatba állt, diplomáciai szolgálatban Chilében is járt (1823–1825) mint spoletói érsek (1827–1832) és mint imolai püspök (1832–1846) pedig igen buzgó lelkipásztor volt, aki az olasz nemzeti törekvésekkel és reformokkal szemben megértést tanúsított. Pápasága kezdetén – jóllehet lélekben mindig is radikális konzervatív volt – megpróbálta a pápai államot az olasz függetlenségi nemzeti törekvésbe bekapcsolni. Garibaldi radikalizmusa ugyan elfogadhatatlan volt számára, de az itáliai osztrák egyházi jozefinizmussal (főleg Lombardiában) és a világi politikával ő sem értett egyet. 1846. július 17-én politikai amnesztiát bocsátott ki, 1847 októberében új államtanácsot, 1848. március 14-én pedig új minisztériumot állított fel, biztosította a sajtó- és gyülekezési szabadságot. IX. Piusz népszerűségének tetőfokán állott. Az Itália egyesítésén dolgozó szárd–piemonti kormány ekkor arra szólította fel őt, hogy indítsanak hadat Ausztria ellen. Piusz pápa, miután a bíborosok többsége a semlegesség mellett foglalt állást, 1848. április 29-én visszautasította az ajánlatot. A csalódás az olasz hazafiak körében mérhetetlen volt: Piuszból, a haza atyjából a haza árulója lett. A pápa ezután már nem volt ura a helyzetnek.
1848 májusában új, főként világi személyekből álló minisztertanácsot volt kénytelen kinevezni, de ennek elnökét, Pellegrino Rossit november 15-én meggyilkolták, és kitört a forradalom. A felkelők megostromolták a pápa menedékét, a Quirinale palotát is, ezért Piusz november 24-én álruhában a Nápolyi Királyság területére, Gaetába menekült, ahol 17 hónapot töltött. A Rómában kitört forradalomnak és az ekkor kikiáltott Római Köztársaságnak a nagyhatalmak beavatkozása vetett véget, akik gaetai konferenciájukon (1849. március 30-ától szeptember 22-éig) a pápai államot helyreállították. Ezután Piusz visszatért Rómába, és Giacomo Antonelli államtitkár (1806–1876) segítségével megkezdhette a pápai állam teljes újjászervezését. 1855-ben aláírta a konkordátumot Ausztriával.

### Piusz pápa jellemzése
Amikor Piusz pápa Szent Péter trónjára lépett, még csak 54 éves volt. Fiatalos lendülettel látott hozzá, hogy a Pápai állam politikai problémáit megoldja, pápasága azonban éppen ezen a téren mutatja a legtöbb kudarcot.
A pápának három végzetes hibája volt. Fiatal korában epileptikus volt, ebből rendkívüli ingerlékenység és érzékenység maradt vissza. Teológiai műveltsége is hiányos volt, és környezetének erős befolyása alatt állott. Környezete és a kúria vezető egyéniségei buzgó és művelt emberek voltak ugyan, de teljesen egyoldalúak, akik a pápát egyre jobban megcsontosodó konzervativizmusában, sőt csökönyösségében még inkább megerősítették. Piusznak tehát nem sikerült hosszú pápasága alatt az egyházat a kor követelményeihez igazítani.
Tagadhatatlan azonban, hogy Piusz pápa előnyös adottságokkal is rendelkezett. Végtelenül kedélyes, kedves ember volt, aki szívesen érintkezett mindenkivel. Mélyen vallásos és imádkozó főpap volt, valódi lelki pásztor, és értett hozzá, hogy az egyházi vallásosságot, a katolikus életet az egész világegyházban jelentős színvonalra emelje. A Bíborosi Kollégiumot meglehetősen nemzetközivé tette (XVI. Gergely pápa halálakor 62 bíborosból 54 olasz volt, IX. Piusz halálakor 64-ből csak 39), megindította és irányította a katolikus világegyház elterjedését (összesen 206 püspökséget alapított) és segítette a missziókat. Az egyház központosítása és az általa erőteljesen támogatott úgynevezett ultramontanizmus, azaz intranzigens római szellem, ugyan alatta érte el tetőpontját (I. vatikáni zsinat), de vitathatatlan, hogy ezáltal az egyházat belsőleg megszilárdította, és lehetővé tette annak világegyházzá válását.

### A pápai állam megszűnése, Piusz pápaságának utolsó évtizede
A pápai állam XVI. Gergely pápasága (1830) óta túlélte önmagát, és csak a nagyhatalmak támogatásának köszönhette további fennállását. Ebben a fejlődésben nemcsak Itália egyesítése érdekében kibontakozott nemzeti mozgalomnak, a risorgimentónak volt része, amely a kis államokat felszámolta és a Savoyai-ház koronája alatt egyesítette, hanem XVI. Gergely pápa és IX. Piusz rövidlátó államkormányzatának is, amely a végéhez közeledve egyre abszolutisztikusabbá és korruptabbá vált.
IX. Piusz pápa elmulasztotta utolsó lehetőségét is arra, hogy valamilyen formában beleszólhasson a risorgimento menetébe. A mozgalom élére a Szárd–Piemonti Királyság uralkodója, II. Viktor Emánuel király (1849–1878) állott, szellemi hátterét Camillo Cavour gróf (1810–1861), szárd–piemonti miniszterelnök volt. 1859-ben a francia haderővel szövetséges szárd–piemonti hadak elfoglalták Romagna tartományt, majd 1860-ban Umbriát és Marchét. Hiába közösítette ki Piusz a „bitorlót”, 1861-ben II. Viktor Emánuel Olaszország királyává kiáltatta ki magát. A király eredménytelenül szorgalmazott valamilyen megegyezést. A Piusz pápát befolyása alatt tartó Antonelli államtitkár egyre csak „non possumus”-szal („nem áll módunkban”) válaszolt.
A pápai államot, amely most már csak Rómára és környékére szorítkozott, lakossága 700 000 lelket számlált, francia és német segédcsapatok jelenléte tartotta fenn. Amikor ezek a porosz–francia háború miatt kivonultak, 1870. szeptember 20-án az Olasz Királyság csapatai birtokukba vették Rómát. Piusz ezután a „Vatikán foglyának” tekintette magát, és még az 1871-es ún. garanciatörvényt is elvetette, amely biztosította volna a pápa szabadságát, hivatalának gyakorlását, felségjogait, anyagi kárpótlását stb. A pápa magatartásával csak azt érte el, hogy az új olasz államban fontos vezető tisztségeket olyan radikális politikusok nyerhettek el, akik főként az egyházi intézményekre és vagyonra vetettek szemet. Az ún. „római kérdés” csak az 1929-es lateráni szerződéssel jutott nyugvópontra, amikor XI. Piusz pápa lényegében az 1871-es garanciatörvényt fogadta el.

### A missziók
A francia forradalom és a napóleoni háborúk viszontagságai még csak a Propaganda Fide kongregáció anyagi javait és berendezését semmisítették meg. Az ezek nyomában érkező felvilágosodás már a missziós utánpótlás és támogatás forrásait dugaszolta be. Változás csak a katolikus romantika korában állott be, amikor Franciaországba is bekapcsolódhatott. A missziók XVI. Gergely pápában hathatós támogatókra találtak, megindult az ún. apostoli vikariátusok megalakítása, ami az egész katolikus missziónak új arculatot adott. XVI. Gergely pápasága alatt 44 missziós püspökség, illetve vikariátus létesült. Nagy szerepe volt ebben Jan Roothaan jezsuita generálisnak és a hittérítéssel foglalkozó új szerzetesrendeknek (Szentlélek Kongregáció, Szent József Nővérek stb.) is.
IX. Piusz hosszú uralkodása a missziókat illetően elődje munkásságának folytatását jelentette, a katolikus világmisszió tulajdonképpen ekkor bontakozott ki. Piusz pápa 33 vikariátust, 15 prefektúrát és 3 delegatúrát állított fel a pogány misszió szolgálatában. Ebben legnagyobb érdeme Alessandro Barnabò bíborosnak (1801–1874) volt, aki a Propaganda Fide kongregációt 1856 óta vezette. De lehetővé a fejlődést a szerzetesrendek tették, főként a szaleziánusok, jezsuiták és magukat a hittérítésnek szentelő új egyházi társulatok.
Az új egyházi társulatok (pl. Szalézi Társaság) az egyház belső missziós munkáját is segítették.

### Halála, temetése
IX. Piusz pápa 1878. február 7-én rövid szenvedés után elhunyt. Holttestét ideiglenesen a Szent Péter-bazilika kriptájában helyezték el. 1881. július 12-ről 13-ra virradó éjszaka szállították át a Falakon kívüli Szent Lőrinc-bazilikába. Népszerűtlensége miatt a temetését olasz antiklerikális csoportok zavarták meg, akik azt kiabálták: "Éljen Olaszország! Halál a papokra!" és a pápa koporsóját a Teverébe akarták vetni, de ezt I. Umbertó olasz király katonái megakadályozták, így sikerült a pápa végakaratát teljesíteni.
IX. Piusz 32 évnyi hosszú uralkodását csak maga Szent Péter uralkodásának időtartama múlta felül. Zűrzavaros uralkodását utódjának, XIII. Leó pápának (1878–1903) szintén hosszú uralkodása követte.

## A pápa boldoggá avatása és ünnepnapjának meghatározása
IX. Piuszt II. János Pál pápa avatta boldoggá 2000. szeptember 3-án és ünnepe napját pontifikátusa végének (halálának) napjában, február 7-ben határozta meg. II. János Pál az első vatikáni zsinatot összehívó és végigvivő IX. Piusz pápát a második vatikáni zsinatot összehívó XXIII. János pápával együtt, két pápát egyszerre avatott boldoggá.

## Művei
- Documenta Catholica Omnia (latin nyelven). Cooperatorum Veritatis Societas. (Hozzáférés: 2011. december 6.)